# Diesel Washington

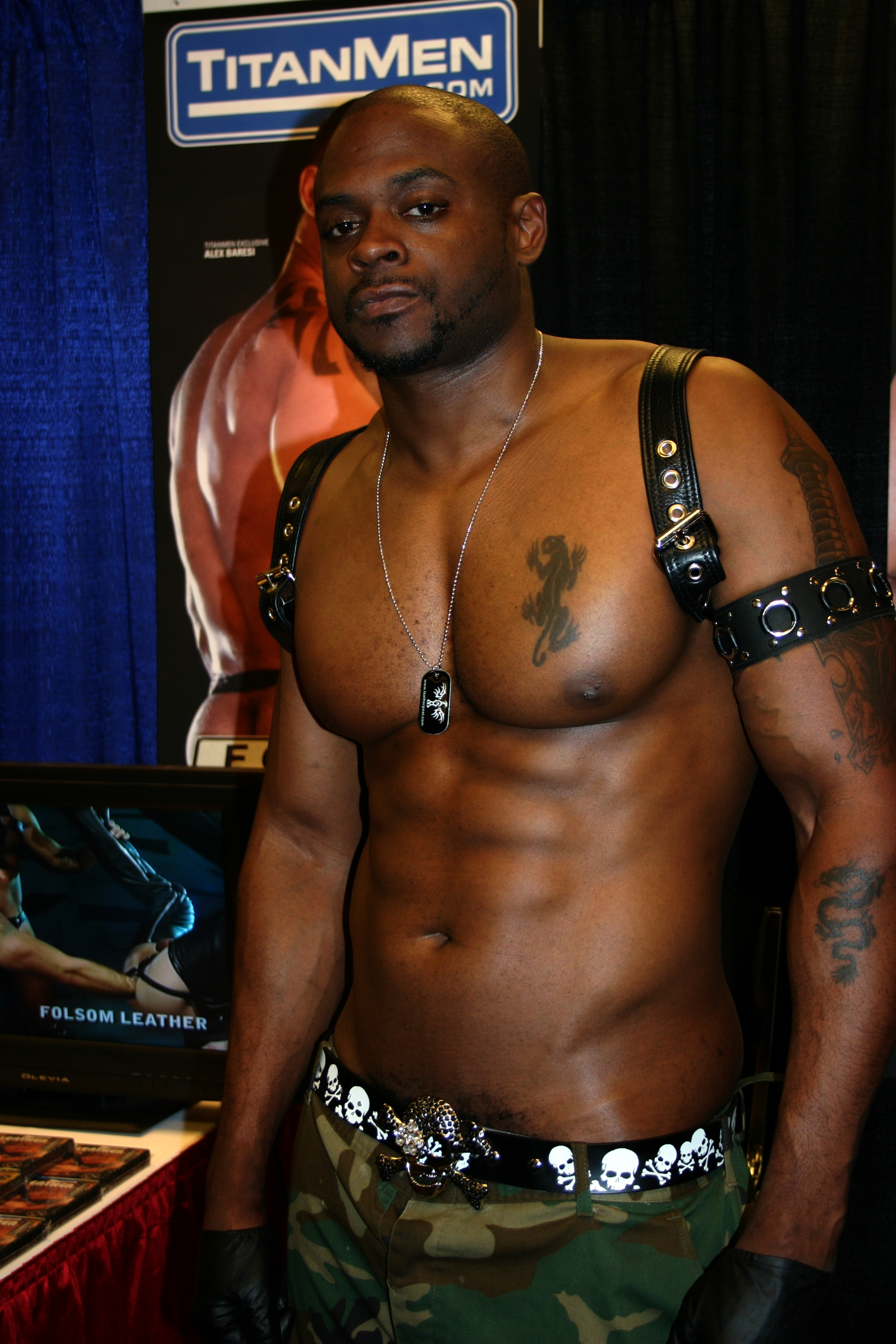
Diesel Washington (2007)

Diesel Washington (* 11. April 1976) ist ein US-amerikanischer Pornodarsteller.

## Leben
Washington begann nach seiner Schulzeit, in der Pornoindustrie tätig zu werden und wirkte in verschiedenen homosexuellen Pornofilmen mit. In den Jahren 2008 bis 2010 erhielt er jeweils Auszeichnungen bei den Grabby Awards.

## Filmografie (Auswahl)
- Taken (Channel 1 Releasing)
- Red Light (Falcon Entertainment)
- Asylum (Falcon Entertainment)
- Michael Lucas’ Auditions, vol. 14 (Lucas Entertainment)
- Rear Deliveries (Raging Stallion Studios)
- Playbook (Titan Media)
- Double Standard (Titan Media)
- Folsom Prison (Titan Media)
- Telescope (Titan Media)
- Breakers (Titan Media)
- Fear (Titan Media)
- Boiler (Titan Media)
- Crossing the Line: Cop Shack 2 (Titan Media)
- Hitch (Titan Media)
- Folsom Filth (Titan Media)

## Preise und Auszeichnungen (Auswahl)
| Jahr | Preis         | Kategorie             | Ergebnis |
| ---- | ------------- | --------------------- | -------- |
| 2008 | Grabby Awards | Hottest Cock          | Sieger   |
| 2008 | Hookies       | Best Fetish Escort    | Sieger   |
| 2009 | Grabby Awards | Performer of the Year | Sieger   |
| 2009 | Grabby Awards | Best Porn Star Blog   | Sieger   |
| 2010 | Hookies       | Best Blogger/Writer   | Sieger   |
| 2010 | Grabby Awards | Best Supporting Actor | Sieger   |